# Festival de Fes de les Músiques Sagrades del Món
El Festival de Fes de les Músiques Sagrades del Món (Festival de Fès des Musiques Sacrées du Monde) té lloc cada any a principis de juny a la ciutat de Fes, al Marroc. És l'esdeveniment més important de la Fondation Esprit de Fes. Directament relacionat amb la seva difusió i amb la seva vocació, el festival s'inscriu des de 1994 en una missió universal de pau i d'aproximació entre els pobles. Durant deu dies, tenen lloc diversos actes i vetllades que es realitzen en els entorns monumentals i llocs més importants de la ciutat. El festival acull cada any una multitud d'artistes que venen de tots els horitzons i de totes les cultures.

## Història
El Festival de Fes de les Músiques Sagrades del Món va ser creat el 1994 per Mohammed Kabbaj i Faouzi Skali, per donar resposta i concòrdia espiritual mundial, davant la primera Guerra del Golf de 1991, i el 2001 s'inscriu en aquesta tradició del coneixement artístic i espiritual de la ciutat.
En el 2001, el Festival de Fes va ser nomenat per l'ONU com un dels esdeveniments que més han contribuït al diàleg entre civilitzacions i va ser incorporat al document “Unsung Heroes of Dialogue”, que el situa en uns dels 12 esdeveniments més importants per a la promoció de la pau. Paral·lelament al festival, ha desenvolupat una xarxa internacional que el sosté i promou. Així, va néixer als Estats Units l'organització Spirit of Fes Inc., que organitza cada dos anys un programa del festival i del Fòrum de *Fes en diverses ciutats americanes. La gira “Camins per a l'Esperança” (Paths to Hope), del 7 al 29 d'octubre per les grans ciutats dels Estats Units, va albergar el seu concert més important en el Carnegie Hall de Nova York, el 14 d'octubre de 2006. Moltes altres ciutats, com Milà, Londres, Madrid o Girona, han expressat el desig d'albergar i promoure el missatge del festival i el Fòrum de Fes: un diàleg de l'espiritualitat a través de la música i de la creació d'una cultura de la pau que afavoreix una globalització plural, respectant els valors ètics i espirituals. De fet, a l'estat espanyol, el festival ha estat representat en l'extint Festival de Músiques Sagrades de Girona desaparegut en el 2012.